# Dacus leongi
Dacus leongi är en tvåvingeart som beskrevs av Drew och Albany Hancock 1998. Dacus leongi ingår i släktet Dacus och familjen borrflugor. Inga underarter finns listade i Catalogue of Life.